# Covingham
 (septembre 2023).
Covingham est une paroisse civile et un village du Wiltshire, en Angleterre.